# 황산 철(II)
황산 철(II)(黃酸鐵(II), 영어: iron(II) sulfate)는 화학식 FeSO4을 갖는 특정 범위의 염이다. 이 화합물들은 대체로 7수화물(heptahydrate)로서 존재한다. 이 수화물 형태는 의학적으로 철 결핍을 치료하기 위해 사용하며, 또 산업적인 용도로도 사용된다.
WHO 필수 의약품 목록에 등재되어 있다. 2019년, 미국에서 600만 번 이상 처방될 정도로 103번째로 많이 처방된 약물이다.

## 같이 보기
- 철